# Batalla de Long Island
La batalla de Long Island (también conocida como batalla de Brooklyn o de las Alturas de Brooklyn), se libró el 27 de agosto de 1776, acabando en una derrota del Ejército Continental y fue el comienzo de la exitosa campaña que dio a los británicos el control de la estratégica ciudad de Nueva York. En la guerra de Independencia de Estados Unidos fue la primera gran batalla sucedida después que los estadounidenses proclamaran su independencia el 4 de julio de ese mismo año. Además, fue el mayor enfrentamiento de todo el conflicto.
Después de vencer a los británicos en el sitio de Boston el 17 de marzo, el comandante en jefe, general George Washington, llevó a su ejército a defender Nueva York, ubicada en el extremo sur de la isla de Manhattan. Washington entiende que el puerto de la ciudad sería una excelente base para la Royal Navy durante la campaña. Para impedirlo estableció defensas y esperó el ataque inglés. En julio, los británicos, comandados por el general William Howe, desembarcaron a pocos kilómetros del puerto, en la poco poblada Staten Island, donde un mes y medio después, reforzado por barcos de la bahía de Nueva York, reunió una fuerza de 32 000 hombres y 400 navíos —73 buques de guerra—. Con el apoyo naval de su flota, Howe controló el acceso al puerto bloqueando The Narrows. Washington sabía que con esto le sería muy difícil retener la ciudad. Creyendo que Manhattan sería el primer objetivo movió al grueso de sus fuerzas de sus posiciones.
El 22 de agosto, los británicos desembarcaron en las playas de la bahía de Gravesend, al suroeste del condado de Kings County, pasando a través de The Narrows. Después de cinco días de espera atacaron las defensas norteamericanas de las alturas de Guan. Sin conocimiento de los estadounidenses, Howe había conseguido llevar a la mayoría de su tropa alrededor de un flanco y una retirada para atacar por sorpresa poco después. Los revolucionarios entraron en pánico, lo que provocó un 20 % de bajas entre sus fuerzas. Aunque la resistencia de 400 soldados de Maryland impidió que el grueso del Ejército Continental fuera capturado. El resto de las fuerzas estadounidenses se retiró a las alturas de Brooklyn. Mientras los británicos se preparaban para asediarlos, durante la noche del 29 al 30 de agosto, Washington evacuó a todo el ejército desde Manhattan sin perder sus suministros ni una sola vida. 
De cualquier modo, Washington y su ejército habían sido expulsados de Nueva York completamente tras sufrir numerosas derrotas, debiendo retirarse a través de Nueva Jersey a Pensilvania. Nueva York se convirtió efectivamente en el centro político-militar británico para sus operaciones durante la guerra. Poco después se produjo la ejecución de Nathan Hale y pérdida de casi un cuarto de los edificios de la ciudad en el Gran Incendio. En las semanas siguientes, las fuerzas británicas ocuparon Long Island, pero Washington y sus hombres consiguieron recuperar la posición.